# Iona Frickleton
Pas d'image ? Cliquez ici

a Compétitions nationales et continentales officielles uniquement.

b Matchs officiels uniquement.
Iona Frickleton, née le 31 octobre 1982, est une joueuse internationale écossaise de rugby à XV occupant le poste de talonneur.

## Biographie
Elle joue en club pour le Watsonian FC (en).
Elle est internationale et évolue avec l'équipe d'Écosse au plus haut niveau.
Elle a fait ses débuts internationaux contre l'équipe de Suède en 2001.
Elle compte 22 sélections au 15 août 2006 et fait partie de l'équipe se rendant à Edmonton au Canada pour disputer la Coupe du monde 2006.
Elle est officier de police.

## Palmarès
(Au 15 août 2006)
- 22 sélections avec l'équipe d'Écosse.
- Participation à la Coupe du monde 2006.
- Participations au Tournoi des Six Nations.